# Концерт Пола Маккартни на Майдане Независимости

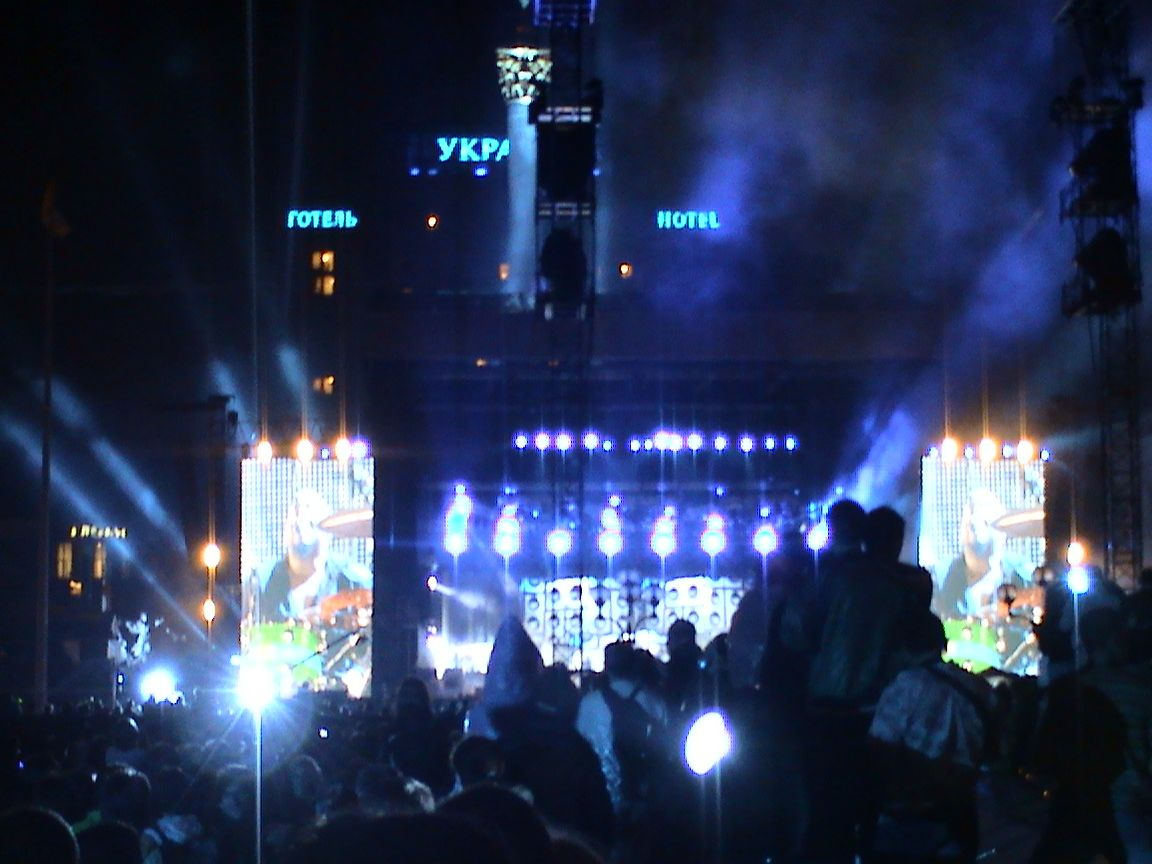
Фото с выступления

Конце́рт По́ла Макка́ртни на Майда́не Незави́симости в Киеве 14 июня 2008 года. Концерт был частью акции Independence Concert Фонда Виктора Пинчука и стал крупнейшим в истории Украины: на площади в Киеве собралось около 350 тысяч поклонников «Битлз»; на больших экранах в семи городах Украины концерт собрал еще 150—200 тысяч человек. Прямую трансляцию на «Новом канале» увидело около 13,5 миллионов телезрителей — доля зрительской аудитории составила 18,7 %.

## Объявления даты концерта

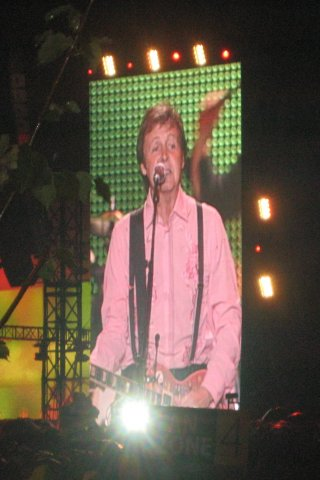
Пол Маккартни, фото с Independence Concert

В апреле 2008-го года стало известно, что на 14 июня 2008 года запланирован бесплатный концерт легендарного «битла» в Киеве — на Майдане Независимости в 21:00 по киевскому времени. Выступление стало частью акции «Independence Concert», организованной Фондом Виктора Пинчука. Именно в год этого выступления музыканта ровно 40 лет исполняется известной песне «Back in the USSR (укр. Знов у СРСР) написанной Маккартни в 1968-м году, и содержащей строку об украинских женщинах.

### Обращение Виктора Пинчука
| «…Тридцать лет назад этого нельзя было представить. Двадцать лет назад на это никто не смел и надеяться. Десять лет назад об этом можно было только мечтать. Пять лет назад мы могли только завидовать соседям, для которых это стало реальностью. И вот наступило сегодня. Впервые на Майдане мы услышим песни, которые изменили мир и создали новую культуру. Песни, с которыми мы росли и стали такими, как мы есть»[3] Инициатор концерта Виктор Пинчук |

### Обращение Пола Маккартни
Сам Маккартни, обращаясь к украинской публике, сказал:
| «Я очень взволнован, так как 14 июня был приглашен сыграть концерт в Киеве на Майдане Независимости. Я и моя группа будем там — я убежден, что нас ждет великий вечер. Я надеюсь увидеть там всех вас. Так что приходите — это будет незабываемый день для всей Украины. И пусть ритмы рок-н-ролла объединят нас всех. Встретимся на Майдане!»[4][5] |
Помимо концерта, Фонд Виктора Пинчука покажет 40 полотен Мак-Картни в «PinchukArtCentre»— крупнейшем в Восточной Европе центре современного искусства.

## Реакция украинских битломанов
До приезда музыканта, украинские битломаны открыли музей The Beatles в Киеве с коллекцией артефактов, связанных с группой, — это первый подобный музей в Украине и на территории бывшего Советского Союза. Некоторые поклонники подготовили подарок для Мак-Картни — бас-кобзу. За два дня до концерта Маккартни дал эксклюзивное интервью, опубликованное на официальном сайте «Independence Concert».

## Конкурс на лучший перевод песен «Битлз» на родном языке
По случаю Independence concert’у Фондом Пинчука и «Новым Каналом» был объявлен Конкурс на лучший перевод песен «Битлз» на родном языке и конкурс историй «Битлз в моей жизни». Результаты конкурсов опубликованы на сайте beatlesinmylife.org.ua. Победителями конкурса переводов стали Юлия Окулова (г. Николаев), Анна Плугатир (г. Севастополь), Иван Щурко (г. Киев), Виктор Ряска (группа Timiana, г. Киев) за перевод песни «Fool on the hill» и видеоклип на эту песню, Кока Черкасский (г. Черкассы) — за аутентичность украинских переводов, Денис Процишин (г. Житомир). Оценивали представленные на конкурс произведения Братья Капрановы. Победители получили по два билета в фан-зону.

## Концерт
Несмотря на сильный дождь, который предшествовал концерту в Киеве в течение нескольких часов, мероприятие посетило 350 тысяч зрителей и еще 195 тысяч собрались в других городах, где были установлены экраны, на которых транслировался концерт: в Харькове, Днепропетровске (ныне —Днепр), Севастополе, Львове, Донецке и Одессе. Ещё 13 миллионов человек смотрели концерт в телетрансляции на «Новом канале». Маккартни исполнил 33 композиции, включая «Back in the USSR», «Band On The Run» и «Yesterday».
16 июня певец лично встретился с Виктором Ющенко. Президент подарил английскому музыканту вышиванку.

## Песни, исполненные на концерте
Список песен, которые были исполнены на концерте:
1. «Drive My Car» (Beatles)
2. «Jet» (Wings)
3. «All My Loving» (Beatles)
4. «Only Mama Knows» (альбом Memory Almost Full 2007)
5. «Flaming Pie» (альбом Flaming Pie 1997)
6. «Got To Get You Into My Life» (Beatles)
7. «Let Me Roll It» (Wings)
8. «C Moon» (Wings)
9. «My Love» (Wings)
10. «Let 'Em In» (Wings)
11. «The Long And Winding Road» (Beatles)
12. «Dance Tonight» (Memory Almost Full 2007)
13. «Blackbird» (Beatles)
14. «Calico Skies» (Flaming Pie 1997)
15. "I’Ll Follow The Sun (Beatles)
16. «Mrs Vanderbilt» (Wings)
17. «Eleanor Rigby» (Beatles)
18. «Something» (Beatles)
19. «Good Day Sunshine» (Beatles)
20. «Penny Lane» (Beatles)
21. «Band On The Run» (Wings)
22. «Birthday» (Beatles)
23. "Back In The USSR (Beatles)
24. «I Got A Feeling» (Beatles)
25. «Live And Let Die» (Wings)
26. «Let It Be» (Beatles)
27. «Hey Jude» (The Beatles)
28. «A Day In The Life/Give Peace A Chance» (Beatles/Plastic Ono Band)
29. «Lady Madonna» (Beatles)
30. Get Back (Beatles)
31. «I Saw Her Standing There» (Beatles)

На бис
1. «Yesterday» (Beatles)
2. «Sgt. Pepper’S Lonely Hearts Club Band (Reprise)» (Beatles)

## Ссылка
- independenceconcert.kiev.ua